# Frederick Lane
Frederick Fred Claude Vivian Lane (født 2. februar 1880, død 14. maj 1969) var en australsk svømmer.
Fred Lane begyndte at svømme, efter at han som fireårig nær var druknet i havnen i Sydney; han blev reddet af sin bror. Han vandt flere skolemesterskaber, og blev meldt ind i en svømmeklub i 1895. Han blev en af Australiens førende svømmere lige inden århundredskiftet, hvor han vandt en række nationale og regionale stævner og mesterskaber. Med hjælp fra en forretningsmand, der selv var sportsmand, kom han i 1899 til England, hvor han blev bogholder i et advokatfirma og samtidig dyrkede sin svømning. Han vandt flere britiske svømmemesterskaber i årene herefter.
Han kom med det britisk hold til OL 1900 i Paris, hvorved han i praksis blev den første australske deltager ved OL. Han var meldt til fire discipliner, men blev deltog kun i to af dem. Den første var 200 meter fri svømning, hvor hans største konkurrent egentlig var briten Rob Derbyshire, men denne var syg under OL og kom aldrig til start. Lane vandt sit indledende heat, og i finalen var han ganske suveræn, idet han var mere end seks sekunder hurtigere end nummer to, ungareren Zoltán Halmay, mens østrigeren Karl Ruberl blev nummer tre.
Konkurrencen i 200 meter svømning med forhindringer, en disciplin der kun blev svømmet denne ene gang ved OL, blev afholdt de samme to dage som 200 m fri. Der var tre forhindringer: En stang, der skulle kravles over, dernæst en række både, der også skulle kravles over, og endelig endnu en række både, der skulle svømmes under. Også her vandt Lane sit indledende heat, mens han i finalen sikrede sig sit andet olympiske mesterskab med et forspring på 1,6 sekund til toeren, østrigeren Otto Wahle, mens briten Peter Kemp var næsten ti sekunder efter Lane på tredjepladsen.
Han blev yderligere et par år i England efter OL, og i 1902 vandt han det britiske amatørmesterskab i 100 yards fri, hvor han som den første nogensinde nåede ned på 1.00 minut. Senere samme år nåede han ned på 59,6 sekunder som den første. Ved mesterskaberne svømmede han desuden 200 yards i tiden 2.28,6, hvilket mange år senere blev anerkendt af FINA som den første verdensrekord i 200 meter fri. 
Han vendte tilbage til Australien i 1903 efter sit succesrige ophold i England og indstillede samtidig sin svømmekarriere. I stedet blev han trykker og medejer af et trykkerifirma. Han blev kendt som kunstsamler.
På den tid, Lane var aktiv, blev der svømmet i mange stilarter, og Lane brugte en teknik kaldet "trudgen" (opkaldt efter en britisk svømmer), en forgænger for crawl. I trudgen svømmer man primært på den ene side, og når den ene hånd tager et tag, bevæges benene samtidig i et såkaldt saksespark. Den anden arms tag kommer, mens benene samles igen. Hovedet er mest under vandet, men man kan trække vejret, når første hånd kommer tilbage.